# 普洛斯凱 (庫皮揚斯克區)
50°2′18″N 37°21′5″E / 50.03833°N 37.35139°E
普洛斯凯（烏克蘭語：Плоске）是位於烏克蘭東部的村莊，由哈爾科夫州庫皮揚斯克區的大布尔卢克市镇負責管轄。該村始建於1917年，面積2.49平方公里，海拔高度139米，2001年人口985，人口密度每平方公里395.9人。